# Challenger de Scheveningen 2016

El torneo The Hague Open 2016 es un torneo profesional de tenis. Pertenece al ATP Challenger Series 2016. Se disputará su 24ª edición sobre superficie tierra batida, en Scheveningen, Países Bajos entre el 25 al el 31 de julio de 2016.

## Jugadores participantes del cuadro de individuales
| Favorito | País                        | Jugador                 | Rank1 | Posición en el torneo |
| -------- | --------------------------- | ----------------------- | ----- | --------------------- |
| 1        | Bandera de Portugal         | Gastão Elias            | 72    | Baja                  |
| 2        | Bandera de España           | Íñigo Cervantes         | 76    | Segunda ronda         |
| 3        | Bandera de Argentina        | Facundo Bagnis          | 88    | Segunda ronda         |
| 4        | Bandera de los Países Bajos | Robin Haase             | 95    | CAMPEÓN               |
| 5        | Bandera de Argentina        | Renzo Olivo             | 109   | Primera ronda         |
| 6        | Bandera de los Países Bajos | Igor Sijsling           | 115   | Primera ronda         |
| 7        | Bandera de República Checa  | Adam Pavlásek           | 116   | FINAL                 |
| 8        | Bandera de España           | Daniel Muñoz de la Nava | 138   | Primera ronda         |
| 9        | Bandera de Francia          | Constant Lestienne      | 170   | Semifinales           |

- 1 Se ha tomado en cuenta el ranking del 18 de julio de 2016.

### Otros participantes
Los siguientes jugadores recibieron una invitación (wild card), por lo tanto ingresan directamente al cuadro principal (WC):
- Jesse Huta Galung
- Tallon Griekspoor
- Tim van Rijthoven
- Stefanos Tsitsipas

Los siguientes jugadores ingresan al cuadro principal tras disputar el cuadro clasificatorio (Q):
- Juan Ignacio Galarza
- George von Massow
- Peter Torebko
- Antonie Hoang

## Campeones

### Individual Masculino
- Robin Haase derrotó en la final a  Adam Pavlásek, 6–4, 6–7(9), 6–2

### Dobles Masculino
- Wesley Koolhof /  Matwé Middelkoop derrotaron en la final a  Tallon Griekspoor /  Tim van Rijthoven, 6–1, 3–6, [13–11]